# Good Feeling (песня Флоу Райды)
«Good Feeling» — песня американского рэпера Flo Rida из его одноимённого мини-альбома 2012 года, также вошедшая в его четвёртый студийный альбом Wild Ones. Она была выпущена в качестве первого сингла альбома 29 августа 2011 года в США. Песня была написана Flo Rida, Dr. Luke, Брейаном Айзеком, Арашем Пурнури, Авичи, Эттой Джеймс, Лероем Киркландом и Перл Вудс. Он также был спродюсирован Dr. Luke и Cirkut.
Песня содержит вокальные семплы из сингла Этты Джеймс 1962 года «Something's Got a Hold on Me», именно поэтому Джеймс, Лерой Киркленд и Перл Вудс получили награды за написание песен. Авичи и Араш Пурнури также получили сертификаты, потому что песня Авичи «Levels», в которой также был семплирован трек Этты Джеймс, используется в качестве основной музыкальной интерполяции во всем «Good Feeling». Кроме того, это четвёртое сотрудничество Flo Rida с Dr. Luke (после «Right Round», «Touch Me» и «Who Dat Girl») и первое сотрудничество с Cirkut. В следующий раз эта троица будет сотрудничать с Тайо Крусом над песней «Hangover».
«Good Feeling» достиг 3-й строчки в Billboard Hot 100, став шестым синглом Flo Rida в первой десятке и четвёртым синглом из первой пятёрки в чарте. Песня вошла в десятку лучших хитов в 16 странах.

## О песне
«Good Feeling» — ведущий сингл Flo Rida с его альбома Wild Ones. Трек написали Flo Rida, Dr. Luke, Cirkut, Брейан Исаак, Араш Пурнури, Авичи, Этта Джеймс, Лерой Киркланд и Перл Вудс, а продюсированием руководили Dr. Luke и Cirkut. Dr. Luke ранее спродюсировал песни Flo Rida «Right Round», «Touch Me» и «Who Dat Girl»; Cirkut ранее также сотрудничал с Flo Rida над последней песней. В «Good Feeling» звучат акустические гитары, компьютеризированные ритмы и заряженные клавишные поверх выдающегося семпла из песни Авичи «Levels», которая, в свою очередь, является семплом Этты Джеймс хит 1962 года с евангельским оттенком «Something’s Got a Hold on Me».

## Позиция в чартах
«Good Feeling» дебютировал в Billboard Hot 100 на 82-й строчке в первую неделю выпуска, и достиг 3-й строчки на 16-й неделе в Hot 100 в январе 2012 года. К апрелю 2012 года объём продаж достиг 3 миллионов, а по состоянию на март 2014 года в США было продано более 4 миллионов экземпляров.
В Великобритании «Good Feeling» достиг № 1 в UK Singles Chart в январе 2012 года, через восемь недель после релиза. Она стала четвёртой песней Flo Rida № 1 в Великобритании с объёмом продаж 51 000 экземпляров на той неделе. По состоянию на декабрь 2020 года в Великобритании было продано 1 200 000 копий песни.

## Клип
Лирическое видео было загружено на YouTube канал Flo Rida 29 августа 2011 года. Он снял музыкальное видео 27 сентября 2011 года, и позже оно было официально выпущено на YouTube 21 октября 2011 года.
Музыкальное видео на «Good Feeling» рассказывает о турне Flo Rida по Европе. Многие из его тренировок можно увидеть в деталях. Американского рэп-исполнителя Snoop Dogg можно увидеть на этом видео, пожимающим руку Flo Rida во время шоу в Марселе.
На нём также есть Flo Rida, держащий перед лицом Apple iPad. Он также ездит на «велосипеде Tron», созданном Parker Brothers.

## Список композиций
- CD single[1]

1. «Good Feeling» — 4:06
2. «Good Feeling» (Jaywalker Remix) — 4:51

- Digital download[2]

1. «Good Feeling» — 4:06

- Digital download — remixes[3]

1. «Good Feeling» — 4:06
2. «Good Feeling» (Bingo Players Remix) — 5:33
3. «Good Feeling» (Hook N Sling Remix) — 6:15
4. «Good Feeling» (Carl Tricks Remix) — 5:40
5. «Good Feeling» (Sick Individuals Remix) — 6:18
6. «Good Feeling» (Jaywalker Remix) — 4:51
7. «Good Feeling» (J.O.B. Remix) — 5:50
8. «Good Feeling» (Seductive Remix) — 4:45

## Чарты

### Недельные чарты
| Чарт (2011—2012)                           | Позиция |
| ------------------------------------------ | ------- |
| Австралия (ARIA)                           | 4       |
| Австрия (Ö3 Austria Top 40)                | 1       |
| Бельгия/Фландрия (Ultratop 50)             | 10      |
| Бельгия/Валлония (Ultratop 50)             | 4       |
| Бразилия (Hot 100 Airplay)                 | 21      |
| Канада (Billboard Canadian Hot 100)        | 2       |
| Чехия (Rádio — Top 100)                    | 5       |
| Дания (Tracklisten)                        | 14      |
| Финляндия (Suomen virallinen lista)        | 7       |
| Франция (SNEP)                             | 3       |
| Германия (GfK)                             | 1       |
| Венгрия (Rádiós Top 40)                    | 2       |
| Венгрия (Dance Top 40)                     | 2       |
| Ирландия (IRMA)                            | 1       |
| Израиль (Media Forest)                     | 2       |
| Япония (Billboard Japan Hot 100)           | 36      |
| Ливия (OLT20)                              | 2       |
| Люксембург (Billboard)                     | 4       |
| Мексика (Billboard Mexican Airplay)        | 5       |
| Нидерланды (Single Top 100)                | 69      |
| Новая Зеландия (Recorded Music NZ)         | 5       |
| Норвегия (VG-lista)                        | 7       |
| Польша (Dance Top 50)                      | 29      |
| Румыния (Romanian Top 100)                 | 5       |
| Россия (TopHit)                            | 6       |
| Шотландия (OCC Scotland)                   | 1       |
| Словакия (Rádio — Top 100)                 | 18      |
| South Korea International Singles          | 95      |
| Испания (PROMUSICAE)                       | 11      |
| Швеция (Sverigetopplistan)                 | 4       |
| Швейцария (Schweizer Hitparade)            | 3       |
| Великобритания (OCC UK Singles)            | 1       |
| Великобритания (OCC UK Hip Hop/R&B)        | 1       |
| Украина (TopHit)                           | 83      |
| США (Billboard Hot 100)                    | 3       |
| США (Billboard Adult Pop Airplay)          | 19      |
| США (Billboard Dance/Mix Show Airplay)     | 2       |
| США (Billboard Dance Club Songs)           | 32      |
| США (Billboard Hot Latin Songs)            | 8       |
| США (Billboard Hot R&B/Hip-Hop Songs)      | 80      |
| США (Billboard Hot Rap Songs)              | 8       |
| США (Billboard Pop Airplay)                | 1       |
| США (Billboard Rhythmic)                   | 1       |
| Venezuela Pop Rock General (Record Report) | 3       |

### Чарты на итог года
| Чарт (2011)                          | Позиция |
| ------------------------------------ | ------- |
| Австралия (ARIA)                     | 20      |
| Австрия (Ö3 Austria Top 40)          | 56      |
| Канада (Canadian Hot 100)            | 75      |
| Германия (Media Control AG)          | 43      |
| Венгрия (Rádiós Top 40)              | 62      |
| Новая Зеландия (RIANZ)               | 19      |
| Russia Airplay (TopHit)              | 143     |
| Швеция (Sverigetopplistan)           | 30      |
| Швейцария (Schweizer Hitparade)      | 74      |
| UK Singles (Official Charts Company) | 48      |

| Чарт (2012)                           | Позиция |
| ------------------------------------- | ------- |
| Австралия (ARIA)                      | 75      |
| Австрия (Ö3 Austria Top 40)           | 28      |
| Бельгия (Ultratop Flanders)           | 93      |
| Бельгия (Ultratop Wallonia)           | 82      |
| Канада (Canadian Hot 100)             | 11      |
| Франция (SNEP)                        | 70      |
| Германия (Media Control AG)           | 58      |
| Венгрия (Rádiós Top 40)               | 74      |
| Польша (ZPAV)                         | 39      |
| Russia Airplay (TopHit)               | 155     |
| Швеция (Sverigetopplistan)            | 70      |
| Швейцария (Schweizer Hitparade)       | 33      |
| UK Singles (Official Charts Company)  | 47      |
| US Billboard Hot 100                  | 16      |
| US Dance/Mix Show Airplay (Billboard) | 17      |
| US Hot Latin Songs (Billboard)        | 68      |
| US Mainstream Top 40 (Billboard)      | 6       |
| US Rhythmic (Billboard)               | 7       |

### Чарты на все годы
| Чарт (1992—2017)                 | Позиция |
| -------------------------------- | ------- |
| US Mainstream Top 40 (Billboard) | 64      |

## Сертификаты и копии продаж
| Регион | Сертификация       | Продажи   |
| --- | ------------------ | --------- |
| Австралия (ARIA) | 6× Платиновый      | 420 000   |
| Австрия (IFPI Austria) | Платиновый         | 30 000*   |
| Бельгия (BEA) | Золотой            | 15 000*   |
| Канада (Music Canada) | 5× Платиновый      | 400 000*  |
| Дания (IFPI Danmark) | Золотой            | 15 000^   |
| Франция (SNEP) | Золотой            | 150 000*  |
| Германия (BVMI) | Платиновый         | 300 000^  |
| Италия (FIMI) | Платиновый         | 50 000    |
| Мексика (AMPROFON) | Платиновый+Золотой | 90 000*   |
| Новая Зеландия (RMNZ) | 2× Платиновый      | 30 000*   |
| Швеция (GLF) | 4× Платиновый      | 160 000   |
| Швейцария (IFPI Switzerland) | 2× Платиновый      | 60 000^   |
| Великобритания (BPI) | 2× Платиновый      | 1 200 000 |
| США (RIAA) | 5× Платиновый      | 5 000 000 |
| Стриминг |                    |           |
| Дания (IFPI Danmark) | 2× Платиновый      | 1 800 000 |
| * Данные о продажах приведены только на основе сертификации. · ^ Данные о тиражах приведены только на основе сертификации. · Данные о продажах + прослушиваниях приведены только на основе сертификации. · Данные только о прослушиваниях приведены на основе сертификации. |                    |           |

## Хронология выхода
| Регион         | Дата            | Формат           | Лейбл                                               |
| -------------- | --------------- | ---------------- | --------------------------------------------------- |
| США            | 29 августа 2011 | Digital download | Atlantic Records Poe Boy Entertainment              |
| Германия       | 29 августа 2011 | Digital download | Atlantic Records Poe Boy Entertainment Warner Music |
| Германия       | 11 ноября 2011  | CD single        | Atlantic Records Poe Boy Entertainment Warner Music |
| Великобритания | 13 ноября 2011  | Digital download | Atlantic Records Poe Boy Entertainment              |